# Neckarschwemmkegel

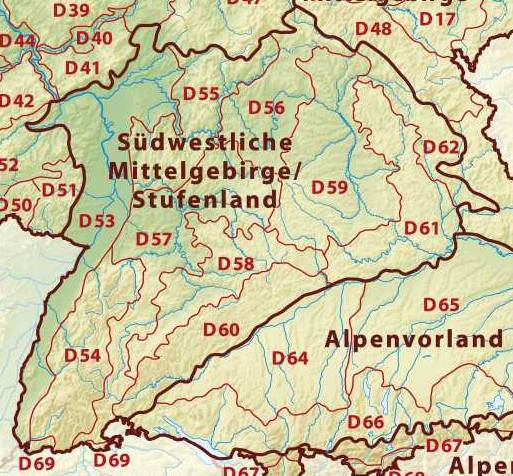
Der Neckarschwemmkegel liegt im Naturraum D53

Der Neckarschwemmkegel bezeichnet eine naturräumliche Untereinheit (224.2 nach Handbuch der naturräumlichen Gliederung Deutschlands) der Neckar-Rhein-Ebene, dem Hauptnaturraum 224 in der Oberrheinischen Tiefebene. Er reicht auf der Niederterrasse vom Austritt des Neckars aus dem Odenwald durch die Bergstraße (226) bis an den Schwetzinger Sand (224.1) und zum Eintritt in die Rheinauen der Nördlichen Rheinniederung (222) mit dem flach in die Ebene auslaufenden Schwemmfächer des Neckars.
Der Neckarschwemmkegel umfasst das östliche Stadtgebiet von Mannheim, die Fläche bis nach Leutershausen, an der Bergstraße entlang über Heidelberg bis Leimen. Die Grenze folgt dann der Niederung des Leimbachs bis Schwetzingen und streicht dann nach Mannheim-Friedrichsfeld (siehe Karte im Landschaftsplan für das Verbandsgebiet des Nachbarschaftsverband Heidelberg-Mannheim). Weitere Orte, die ganz oder teilweise in diesem Bereich liegen, sind Sandhausen, Oftersheim, Plankstadt, Eppelheim, Edingen, Ladenburg und Heddesheim.